# Walk (Pantera)
Walk è un singolo del gruppo musicale statunitense Pantera, pubblicato nel 1993 come quarto estratto dal loro sesto album in studio Vulgar Display of Power.

## Descrizione
La canzone parla in generale del rispetto e del venir rispettati ed utilizza, come nello stile dei Pantera, parole forti e violente, capaci di colpire al petto l'ascoltatore. La canzone mette in mostra le abilità e l'estensione vocale di Phil Anselmo, i potenti giri di basso di Rex Brown, la potenza della batteria di Vinnie Paul e l'incredibile talento di Dimebag Darrell. "Walk" è presente anche in forma live nel disco Official Live: 101 Proof e nelle raccolte The Best of Pantera: Far Beyond the Great Southern Cowboys' Vulgar Hits e Reinventing Hell: The Best of Pantera.
Il wrestler Rob Van Dam ha a lungo utilizzato la cover della canzone, composta dai Kilgore, come traccia d'ingresso sul ring ai tempi della Extreme Championship Wrestling.
La canzone si è piazzata alla posizione n. 16 nella classifica della rete televisiva americana VH1 40 Greatest Metal Songs.
Nel 2019 è stata inserita nel film Triple Frontier. Nel 2022 è stata usata nel film Sonic 2 nella scena dove compare il Death Egg Robot.

## Classifiche
| Classifica (1993) | Posizione massima |
| ----------------- | ----------------- |
| Regno Unito       | 35                |

## Cover
Molti gruppi hanno realizzato una cover della canzone, tra cui Trivium, Avenged Sevenfold (pubblicata come singolo nel 2007), Seether, Operator, Disturbed, Sevendust e Fear Factory.
Sully Erna, cantante dei Godsmack, cantò la canzone con i membri dei Pantera; la versione si trova nel DVD Smack This!. I Disturbed, insieme a Chester Bennington, la suonarono durante l'Ozzfest del 2001. La band Kilgore realizzò una cover per il wrestler Rob Van Dam, che la utilizzò come canzone d'ingresso.